# Urceolus
Urceolus is een geslacht in de taxonomische indeling van de Euglenozoa. Deze micro-organismen zijn eencellig en meestal rond de 15-40 mm groot.

## Soorten
- U. costatus F. Stein ex Lemmermann, 1910
- U. cyclostomus Stein Mereszkowski, 1879
- U. pascheri Skvortzow, 1924
- U. sabulosus Stokes, 1888